# Cartoons
Cartoons, dansk musikgrupp som spelar en blandning av bubblegumdance och rockabilly. De fick 1999 en hit med låtarna Witch doctor (en cover på David Sevilles låt från 1958) och DooDah!, och gjorde sig kända genom att under turnéer spela utklädda till rockabillyfigurer såsom en tecknad serie skulle porträttera dem. Cartoons omnämns ibland som Cartoons DK. De har sjungit bland annat Santa Clause Is Coming To Town.
2016 avled Karina Jensen i bröstcancer. 2019, ett år efter en comeback med livespelningar, avled Erling Jensen i cancer.
2021 har bandet åter igen blivit aktivt, men nu utan den tidigare frontmannen Martin Østergaard.

## Diskografi
- 1998 – Toonage
- 1999 – More Toonage
- 2001 – Toontastic!
- 2005 – Greatest Toons!